# Neocolobura alboplagiata
Neocolobura alboplagiata är en skalbaggsart som först beskrevs av Blanchard 1851.  Neocolobura alboplagiata ingår i släktet Neocolobura och familjen långhorningar. Arten förekommer tillfälligt i Sverige, men reproducerar sig inte. Inga underarter finns listade i Catalogue of Life.